# Fixpunktsatz von Lefschetz
Beim Fixpunktsatz von Lefschetz handelt es sich um einen topologischen Satz, gemäß dem bei bestimmten stetigen Abbildungen die Existenz eines Fixpunkts gesichert ist. Grundlage des von Solomon Lefschetz 1926 bewiesenen Satzes ist die sogenannte Lefschetz-Zahl, bei der es sich um eine Kenngröße stetiger Abbildungen handelt, die mit Hilfe relativ abstrakter Konzepte der algebraischen Topologie definiert wird und eine Homotopie-Invariante ist.
Eine Verschärfung des Fixpunktsatzes ist die Fixpunktformel von Lefschetz, bei welcher die Lefschetz-Zahl als Summe über Fixpunktindizes ausgedrückt wird. Als Spezialfall des Lefschetz’schen Fixpunktsatzes ergibt sich der Fixpunktsatz von Brouwer und eine weitreichende Verallgemeinerung dieses Satzes ist der Fixpunktsatz von Atiyah und Bott aus dem Bereich der Globalen Analysis.

## Lefschetz-Zahl
Die Lefschetz-Zahl lässt sich für jede stetige Selbstabbildung
{\displaystyle f\colon X\rightarrow X}
auf einem topologischen Raum {\displaystyle X} definieren, deren sämtliche Bettizahlen, das sind die Dimensionen der als Vektorräume aufgefassten singulären Homologie-Gruppen, endlich sind:
{\displaystyle \Lambda _{f}:=\sum _{k\geq 0}(-1)^{k}\mathrm {Tr} (f_{k}|H_{k}(X,\mathbb {Q} )),}
Bei den Summanden der alternierenden Summe handelt es sich um die Spuren der auf den Homologie-Gruppen durch {\displaystyle f} induzierten Homomorphismen {\displaystyle f_{k}}. Lefschetz-Zahlen sind grundsätzlich ganze Zahlen. Aufgrund ihrer Definition ändern sie sich nicht beim Übergang zu einer homotopen Abbildung.
Die Lefschetz-Zahl zur identischen Abbildung ist gleich der Euler-Charakteristik
{\displaystyle \chi (X)=\,\Lambda _{\mathrm {id} }.}

## Fixpunktsatz von Lefschetz
Beispielsweise im Fall, dass der topologische Raum eine endliche Triangulierung {\displaystyle K} besitzt (er ist dann insbesondere kompakt), kann die Lefschetz-Zahl bereits auf dem Niveau des zugeordneten endlichen Ketten-Komplexes {\displaystyle C_{*}(K,\mathbb {Q} )} berechnet werden. Konkret gilt für eine simpliziale Approximation {\displaystyle f^{K}} der Abbildung {\displaystyle f} die sogenannte Lefschetz-Hopfsche-Spurformel
{\displaystyle \Lambda _{f}=\sum _{k\geq 0}(-1)^{k}\mathrm {Tr} (f_{k}^{K}|C_{k}(K,\mathbb {Q} )).}
Bei einer fixpunktfreien Selbstabbildung {\displaystyle f}, das heißt einer Abbildung {\displaystyle f} ohne Punkte {\displaystyle x} mit {\displaystyle f(x)=x}, kann dann mittels einer genügend verfeinerten Triangulierung {\displaystyle \Lambda _{f}=0} nachgewiesen werden.
Umgekehrt muss damit jede Selbstabbildung {\displaystyle f} mit einer Lefschetz-Zahl {\displaystyle \Lambda _{f}\neq 0} mindestens einen Fixpunkt besitzen. Dies ist die Aussage des Fixpunktsatzes von Lefschetz.

## Fixpunktformel von Lefschetz
Die Lefschetz-Zahl einer Abbildung hängt nur von deren Verhalten in Umgebungen der Fixpunkt-Komponenten ab. Besitzt die Abbildung {\displaystyle f} nur isolierte Fixpunkte, kann die Lefschetz-Zahl durch die Formel
{\displaystyle \Lambda _{f}=\sum _{x\in \operatorname {Fix} (f)}i(f,x)}
ausgedrückt werden. Dabei bezeichnet {\displaystyle \operatorname {Fix} (f)} die endliche Menge der isolierten Fixpunkte und {\displaystyle i(f,x)} den Fixpunkt-Index zum Fixpunkt {\displaystyle x}.
Der Fixpunkt-Index kann als Multiplizität des betreffenden Fixpunktes aufgefasst werden: Ist {\displaystyle x} ein im Inneren gelegener Fixpunkt eines Polyeders {\displaystyle X}, dann ist sein Fixpunkt-Index {\displaystyle i(f,x)} gleich dem Abbildungsgrad der auf einer kleinen Sphäre um {\displaystyle x} definierten Abbildung
{\displaystyle g(y)={\frac {y-f(y)}{||y-f(y)||}}.}

## Der Fixpunktsatz von Brouwer als Spezialfall
Da bei der abgeschlossenen {\displaystyle n}-dimensionalen Einheitskugel {\displaystyle D^{n}}  für alle {\displaystyle k\geq 1} die Homologie-Gruppen {\displaystyle H_{k}(D^{n},\mathbf {Q} )} verschwinden, ist die Lefschetz-Zahl jeder Selbstabbildung auf {\displaystyle D^{n}} gleich 1. Jede solche Abbildung muss also mindestens einen Fixpunkt besitzen.